# Jacob Collamer
Jacob Collamer, född 8 januari 1791 i Troy, New York, död 9 november 1865 i Woodstock, Vermont, var en amerikansk politiker och jurist. Han tjänstgjorde som USA:s postminister 1849–1850. Han representerade delstaten Vermont i båda kamrarna av USA:s kongress, först i representanthuset 1843–1849 och sedan i senaten från 1855 fram till sin död. Collamer var först whig och senare republikan.
Collamer utexaminerades 1810 från University of Vermont. Han studerade sedan juridik och inledde 1813 sin karriär som advokat i Woodstock. Han arbetade som åklagare i Windsor County 1822–1824 och tjänstgjorde som domare 1833–1842.
Collamer efterträdde 1843 William Slade som kongressledamot. Han efterträddes 1849 av William Hebard. Zachary Taylor utnämnde 1849 Collamer till postminister. President Taylor avled 1850 i ämbetet och efterträddes av Millard Fillmore som utnämnde sitt eget kabinett och ersatte Collamer med Nathan K. Hall.
Collamer efterträdde 1855 Lawrence Brainerd som senator för Vermont. Han gick med i republikanerna och profilerade sig som en slaverimotståndare. Han fick tio röster i den första omröstningen på republikanernas konvent inför presidentvalet i USA 1860. Detta räckte till åttonde plats. Collamer drog sedan sin kandidatur tillbaka. Abraham Lincoln, som låg på andra plats efter första och andra omröstningen, nominerades därefter av partiet och vann presidentvalet. Senator Collamer avled 1865 i ämbetet och efterträddes av Luke P. Poland. Collamer gravsattes på River Street Cemetery i Woodstock.